# (5718) Roykerr
(5718) Roykerr ist ein Hauptgürtelasteroid, der am 4. August 1983 von Alan C. Gilmore und Pamela Margaret Kilmartin am Mt John University Observatory in Neuseeland entdeckt wurde.
Er wurde am 13. Juni 2022 nach dem neuseeländischen Mathematiker Roy Kerr (* 1934) benannt.